# Benthophilus ctenolepidus
A Benthophilus ctenolepidus a sugarasúszójú halak (Actinopterygii) osztályának sügéralakúak (Perciformes) rendjébe, ezen belül a gébfélék (Gobiidae) családjába és a Benthophilinae alcsaládjába tartozó faj.

## Előfordulása
A Benthophilus ctenolepidus ázsiai gébféle; a Kaszpi-tenger középső és déli részeinek endemikus hala.

## Életmódja
Mérsékelt övi, édesvízi gébféle, amely főleg a fenék közelében tartózkodik.